# Bandiera dello Yucatán
La bandiera dello Yucatán fu la bandiera utilizzata dalla Repubblica dello Yucatán. È composta a sinistra da un campo verde con cinque stelle bianche e a destra da tre bande orizzontali di uguali dimensioni, di colore rosso, bianco e rosso.
Negli Stati Uniti del Messico le bandiere degli Stati non sono disciplinate dalla legislazione federale, che non fa menzione delle bandiere degli Stati e dei Comuni. Nel corso del XIX secolo, agli albori del Messico indipendente, furono create alcune bandiere per contrassegnare i movimenti separatisti come quello della Repubblica dello Yucatán, della Repubblica di Rio Grande o la secessione del Tabasco nel 1841 e 1846.
Forse questo fatto è stato preferito al fine di evitare che gli Stati abbiano una loro bandiera, al fine di mantenere la coesione nazionale in tutto il paese sotto i colori della bandiera federale.